# Facts and Fictions
Facts and Fictions è il primo album in studio del gruppo musicale britannico Asian Dub Foundation, pubblicato nel 1995.

## Tracce
1. Witness – 4:50
2. PKNB – 6:27
3. Jericho – 7:02
4. Rebel Warrior – 6:27
5. Journey – 7:06
6. Strong Culture – 6:44
7. TH9 – 5:25
8. Tu Meri – 4:57
9. Debris – 4:18
10. Box – 6:09
11. Thacid 9 (Dub Version) – 5:32
12. Return to Jericho (Dub Version) – 4:26